# 田蕙墓
田蕙墓，位于山西省朔州市应县大临河乡圣水塘村，是中华人民共和国山西省文物保护单位之一。
2004年6月10日，授予山西省文物保护单位，是明朝官员田蕙的墓葬。